# Copa do Mundo de ciclismo em pista de 2004
A Copa do Mundo de ciclismo em pista de 2004 é uma competição de ciclismo em pista organizada pela Union cycliste internationale. A temporada desenvolveu-se de 13 de fevereiro de 2004 a 16 de maio de 2004, em quatro séries em Moscovo, Aguascalientes, Manchester e Sydney.

## Classificação por país
| Faixa | País           | Moscovo | Aguascalientes | Manchester | Sydney | Total |
| ----- | -------------- | ------- | -------------- | ---------- | ------ | ----- |
| 1     | Alemanha       |         |                |            |        | 406   |
| 2     | França         |         |                |            |        | 396   |
| 3     | Austrália      |         |                |            |        | 393   |
| 4     | Reino Unido    |         |                |            |        | 339   |
| 5     | Países Baixos  |         |                |            |        | 294   |
| 6     | Rússia         |         |                |            |        | 265   |
| 7     | Estados Unidos |         |                |            |        | 262   |
| 8     | Espanha        |         |                |            |        | 203   |
| 9     | Ucrânia        |         |                |            |        | 184   |
| 10    | Bielorrússia   |         |                |            |        | 129   |

## Homens

### Quilómetro

#### Resultados
| Data              | Lugar          | Vencedor      | Segundo         | Terceiro          |
| ----------------- | -------------- | ------------- | --------------- | ----------------- |
| fevereiro de 2004 | Moscovo        | Theo Bos      | Jason Queally   | Carsten Bergemann |
| março de 2004     | Aguascalientes | Stefan Nimke  | Arnaud Tournant | Ben Kersten       |
| abril de 2004     | Manchester     | Craig MacLean | Theo Bos        | Sören Lausberg    |
| maio de 2004      | Sydney         | Chris Hoy     | Ahmed López     | Masaki Inoue      |

#### Classificação
| Pos. | Ciclista     | Mos | Agu | Man | Syd | Pts |
| 1.   | Theo Bos     |     |     |     |     |     |
| 2.   | Ahmed López  |     |     |     |     |     |
| 3.   | Stefan Nimke |     |     |     |     |     |

### Keirin

#### Resultados
| Data              | Lugar          | Vencedor         | Segundo                 | Terceiro              |
| ----------------- | -------------- | ---------------- | ----------------------- | --------------------- |
| fevereiro de 2004 | Moscovo        | Jens Fiedler     | Jobie Dajka             | Pavel Buráň           |
| março de 2004     | Aguascalientes | Mickaël Bourgain | Jan van Eijden          | José Antonio Escuredo |
| abril de 2004     | Manchester     | Shane Kelly      | Josiah Ng On Lam        | Florian Rousseau      |
| maio de 2004      | Sydney         | Jobie Dajka      | José Antonio Villanueva | Anthony Peden         |

#### Classificação
| Pos. | Ciclista         | Mos | Agu | Man | Syd | Pts |
| 1.   | Jobie Dajka      |     |     |     |     |     |
| 2.   | Mickaël Bourgain |     |     |     |     |     |
| 3.   | Josiah Ng On Lam |     |     |     |     |     |

### Velocidade individual

#### Resultados
| Data              | Lugar          | Vencedor           | Segundo                 | Terceiro         |
| ----------------- | -------------- | ------------------ | ----------------------- | ---------------- |
| fevereiro de 2004 | Moscovo        | Jens Fiedler       | René Wolff              | Theo Bos         |
| março de 2004     | Aguascalientes | Mickaël Bourgain   | Laurent Gané            | Josiah Ng On Lam |
| abril de 2004     | Manchester     | Damian Zielińesqui | Florian Rousseau        | Jan van Eijden   |
| maio de 2004      | Sydney         | Craig MacLean      | José Antonio Villanueva | Takashi Kaneko   |

#### Classificação
| Pos. | Ciclista           | Mos | Agu | Man | Syd | Pts |
| 1.   | Damian Zielińesqui |     |     |     |     |     |
| 2.   | René Wolff         |     |     |     |     |     |
| 3.   | Laurent Gané       |     |     |     |     |     |

### Velocidade por equipas

#### Resultados
| Data              | Lugar          | Vencedor                                                   | Segundo                                                          | Terceiro                                                                            |
| ----------------- | -------------- | ---------------------------------------------------------- | ---------------------------------------------------------------- | ----------------------------------------------------------------------------------- |
| fevereiro de 2004 | Moscovo        | Alemanha · René Wolff · Jens Fiedler · Carsten Bergemann   | Reino Unido · Chris Hoy · Craig MacLean · Jason Queally          | Espanha · José Antonio Escuredo · Salvador Melià · José Antonio Villanueva Trinidad |
| março de 2004     | Aguascalientes | França · Mickaël Bourgain · Laurent Gané · Arnaud Tournant | Japão · Toshiaki Fushimi · Masaki Inoue · Tomohiro Nagatsuka     | Alemanha · Stefan Nimke · Michael Seidenbecher · Jan van Eijden                     |
| abril de 2004     | Manchester     | Reino Unido · Craig MacLean · Jamie Staff · Chris Hoy      | Países Baixos · Jan Bos · Theo Bos · Teun Mulder                 | França · Grégory Baugé · Florian Rousseau · François Pervis                         |
| maio de 2004      | Sydney         | Reino Unido · Chris Hoy · Craig MacLean · Jamie Staff      | Polónia · Rafal Furman · Łukasz Kwiatkowski · Damian Zielińesqui | Japão · Toshiaki Fushimi · Yuichiro Kamiyama · Tomohiro Nagatsuka                   |

#### Classificação
| Pos. | Equipa      | Mos | Agu | Man | Syd | Pts |
| 1.   | Reino Unido |     |     |     |     |     |
| 2.   | Alemanha    |     |     |     |     |     |
| 3.   | França      |     |     |     |     |     |

### Perseguição individual

#### Resultados
| Data              | Lugar          | Vencedor      | Segundo          | Terceiro        |
| ----------------- | -------------- | ------------- | ---------------- | --------------- |
| fevereiro de 2004 | Moscovo        | Robert Bartko | Volodymyr Dyudya | Alexei Markov   |
| março de 2004     | Aguascalientes | Sergi Escobar | Fabien Sanchez   | Vasil Kiryienka |
| abril de 2004     | Manchester     | Bradley McGee | Sergi Escobar    | Paul Manning    |
| maio de 2004      | Sydney         | Paul Manning  | Volodymyr Dyudya | Levi Heimans    |

#### Classificação
| Pos. | Ciclista         | Mos | Agu | Man | Syd | Pts |
| 1.   | Sergi Escobar    |     |     |     |     |     |
| 2.   | Paul Manning     |     |     |     |     |     |
| 3.   | Volodymyr Dyudya |     |     |     |     |     |

### Perseguição por equipas

#### Resultadas
| Data              | Lugar          | Vencedor                                                                                | Segundo                                                                             | Terceiro                                                                             |
| ----------------- | -------------- | --------------------------------------------------------------------------------------- | ----------------------------------------------------------------------------------- | ------------------------------------------------------------------------------------ |
| fevereiro de 2004 | Moscovo        | Lituânia · Raimondas Vilčinskas · Aivaras Baranauskas · Linas Balčiūnas · Tomas Vaitkus | Ucrânia · Volodymyr Dyudya · Roman Kononenko · Vitaliy Popkov · Volodymyr Zagorodny | Rússia · Oleg Grishkine · Alexander Khatuntsev · Alexei Markov · Alexey Shmidt       |
| março de 2004     | Aguascalientes | França · Anthony Langella · Fabien Merciris · Franck Perque · Fabien Sanchez            | Nova Zelândia · Jason Allen · Richard Bowker · Hayden Godfrey · Timothy Gudsell     | Espanha · Carlos Castaño Panadero · Sergi Escobar · Guillermo Ferrer · Asier Maeztu  |
| abril de 2004     | Manchester     | Reino Unido · Robert Hayles · Paul Manning · Chris Newton · Bryan Steel                 | Países Baixos · Levi Heimans · Jens Mouris · Peter Schep · Jeroen Straathof         | Austrália · Ashley Hutchinson · Brett Lancaster · Bradley McGee · Stephen Wooldridge |
| maio de 2004      | Sydney         | Reino Unido · Robert Hayles · Paul Manning · Russell Downing · Bryan Steel              | Países Baixos · Levi Heimans · Jens Mouris · Peter Schep · Jeroen Straathof         | Alemanha · Robert Bengsch · Guido Fulst · Christian Lademann · Leif Lampater         |

#### Classificação
| Pos. | Equipa        | Mos | Agu | Man | Syd | Pts |
| 1.   | Nova Zelândia |     |     |     |     |     |
| 2.   | Reino Unido   |     |     |     |     |     |
| 3.   | França        |     |     |     |     |     |

### Corrida por pontos

#### Resultados
| Data              | Lugar          | Vencedor              | Segundo        | Terceiro              |
| ----------------- | -------------- | --------------------- | -------------- | --------------------- |
| fevereiro de 2004 | Moscovo        | Marco Arriagada       | Milton Wynants | Juan Esteban Curuchet |
| março de 2004     | Aguascalientes | Juan Esteban Curuchet | Franck Perque  | Angelo Ciccone        |
| abril de 2004     | Manchester     | Joan Llaneras         | Wong Kam Po    | Colby Pearce          |
| maio de 2004      | Sydney         | Colby Pearce          | Chris Newton   | Joan Llaneras         |

#### Classificação
| Pos. | Ciclista      | Mos | Agu | Man | Syd | Pts |
| 1.   | Joan Llaneras |     |     |     |     |     |
| 2.   | Chris Newton  |     |     |     |     |     |
| 3.   | Colby Pierce  |     |     |     |     |     |

### Scratch

#### Resultados
| Data              | Lugar          | Vencedor        | Segundo           | Terceiro           |
| ----------------- | -------------- | --------------- | ----------------- | ------------------ |
| fevereiro de 2004 | Moscovo        | Walter Pérez    | Volodymyr Rybin   | Chris Newton       |
| março de 2004     | Aguascalientes | Colby Pearce    | Gregory Henderson | Franco Marvulli    |
| abril de 2004     | Manchester     | Mark Renshaw    | Franck Perque     | Robert Hayles      |
| maio de 2004      | Sydney         | Robert Slippens | Dean Downing      | Matthieu Ladagnous |

#### Classificação
| Pos. | Ciclista        | Mos | Agu | Man | Syd | Pts |
| 1.   | Franco Marvulli |     |     |     |     |     |
| 2.   | Colby Pierce    |     |     |     |     |     |
| 3.   | Robert Slippens |     |     |     |     |     |

### Americanas

#### Resultados
| Data              | Lugar          | Vencedor                                         | Segundo                                       | Terceiro                                    |
| ----------------- | -------------- | ------------------------------------------------ | --------------------------------------------- | ------------------------------------------- |
| fevereiro de 2004 | Moscovo        | Argentina · Juan Esteban Curuchet · Walter Pérez | Áustria · Roland Garber · Franz Stocher       | Rússia · Oleg Grishkine · Sergey Koudentsov |
| março de 2004     | Aguascalientes | Ucrânia · Volodymyr Rybin · Vasyl Yakovlev       | Suíça · Alexander Aeschbach · Franco Marvulli | Áustria · Roland Garber · Franz Stocher     |
| abril de 2004     | Manchester     | Chéquia · Martin Bláha · Petr Lazar              | Ucrânia · Volodymyr Rybin · Vasyl Yakovlev    | Martin Liska Jozef Zabka                    |
| maio de 2004      | Sydney         | Argentina · Juan Esteban Curuchet · Walter Pérez | Espanha · Miguel Alzamora · Joan Llaneras     | Suíça · Franco Marvulli · Bruno Risi        |

#### Classificação
| Pos. | Equipa    | Mos | Agu | Man | Syd | Pts |
| 1.   | Suíça     |     |     |     |     |     |
| 2.   | Argentina |     |     |     |     |     |
| 3.   | Áustria   |     |     |     |     |     |

## Mulheres

### 500 metros

#### Resultados
| Data              | Lugar          | Vencedor             | Segundo          | Terceiro           |
| ----------------- | -------------- | -------------------- | ---------------- | ------------------ |
| fevereiro de 2004 | Moscovo        | Natallia Tsylinskaya | Cuihua Jiang     | Yvonne Hijgenaar   |
| março de 2004     | Aguascalientes | Natallia Tsylinskaya | Anna Meares      | Yvonne Hijgenaar   |
| abril de 2004     | Manchester     | Yvonne Hijgenaar     | Yonghua Jiang    | Victoria Pendleton |
| maio de 2004      | Sydney         | Yvonne Hijgenaar     | Lori-Ann Muenzer | Clara Sanchez      |

#### Classificação
| Pos. | Ciclista             | Mos | Agu | Man | Syd | Pts |
| 1.   | Yvonne Hijgenaar     |     |     |     |     |     |
| 2.   | Natallia Tsylinskaya |     |     |     |     |     |
| 3.   | Jiang Cuihua         |     |     |     |     |     |

### Keirin

#### Resultados
| Data              | Lugar          | Vencedor           | Segundo       | Terceiro        |
| ----------------- | -------------- | ------------------ | ------------- | --------------- |
| fevereiro de 2004 | Moscovo        | Shuang Guo         | Katrin Meinke | Oksana Grichina |
| março de 2004     | Aguascalientes | Simona Krupeckaitė | Jennie Reed   | Anna Meares     |
| abril de 2004     | Manchester     | Jennie Reed        | Susan Panzer  | Daniela Larreal |
| maio de 2004      | Sydney         | Shuang Guo         | Jennie Reed   | Katrin Meinke   |

#### Classificação
| Pos. | Ciclista        | Mos | Agu | Man | Syd | Pts |
| 1.   | Jennie Reed     |     |     |     |     |     |
| 2.   | Katrin Meinke   |     |     |     |     |     |
| 3.   | Oksana Grichina |     |     |     |     |     |

### Velocidade individual

#### Resultados
| Data              | Lugar          | Vencedor              | Segundo              | Terceiro           |
| ----------------- | -------------- | --------------------- | -------------------- | ------------------ |
| fevereiro de 2004 | Moscovo        | Svetlana Grankovskaia | Natallia Tsylinskaya | Tamilla Abassova   |
| março de 2004     | Aguascalientes | Natallia Tsylinskaya  | Tanya Lindenmuth     | Simona Krupeckaitė |
| abril de 2004     | Manchester     | Victoria Pendleton    | Irina Yanovych       | Susan Panzer       |
| maio de 2004      | Sydney         | Anna Meares           | Tanya Lindenmuth     | Lori-Ann Muenzer   |

#### Classificação
| Pos. | Ciclista              | Mos | Agu | Man | Syd | Pts |
| 1.   | Natallia Tsylinskaya  |     |     |     |     |     |
| 2.   | Victoria Pendleton    |     |     |     |     |     |
| 3.   | Svetlana Grankovskaya |     |     |     |     |     |

### Velocidade por equipas

#### Resultadas
| Data              | Lugar          | Vencedor                                         | Segundo                                      | Terceiro                                       |
| ----------------- | -------------- | ------------------------------------------------ | -------------------------------------------- | ---------------------------------------------- |
| fevereiro de 2004 | Moscovo        | Rússia · Svetlana Grankovskaia · Oksana Grichina | França · Céline Nivert · Clara Sanchez       | Países Baixos · Yvonne Hijgenaar · Willy Kanis |
| março de 2004     | Aguascalientes | Austrália · Rosealee Hubbard · Anna Meares       | França · Céline Nivert · Clara Sanchez       | Países Baixos · Yvonne Hijgenaar · Willy Kanis |
| abril de 2004     | Manchester     | Alemanha · Katrin Meinke · Susan Panzer          | França · Céline Nivert · Clara Sanchez       | Austrália · Rosealee Hubbard · Kristine Bayley |
| maio de 2004      | Sydney         | Alemanha · Kathrin Freitag · Katrin Meinke       | Austrália · Rebecca Ellis · Rosealee Hubbard | Rússia · Oksana Grishina · Anastasia Tchulkova |

#### Classificação
| Pos. | Equipa    | Mos | Agu | Man | Syd | Pts |
| 1.   | Austrália |     |     |     |     |     |
| 2.   | França    |     |     |     |     |     |
| 3.   | Alemanha  |     |     |     |     |     |

### Perseguição individual

#### Resultados
| Data              | Lugar          | Vencedor        | Segundo         | Terceiro          |
| ----------------- | -------------- | --------------- | --------------- | ----------------- |
| fevereiro de 2004 | Moscovo        | Karin Thürig    | Olga Slyusareva | Hanka Kupfernagel |
| março de 2004     | Aguascalientes | Sarah Ulmer     | Elena Tchalykh  | Emma Davies       |
| abril de 2004     | Manchester     | Katherine Bates | Emma Davies     | Hanka Kupfernagel |
| maio de 2004      | Sydney         | Sarah Ulmer     | Karin Thürig    | Alexis Rhodes     |

#### Classificação
| Pos. | Ciclista     | Mos | Agu | Man | Syd | Pts |
| 1.   | Sarah Ulmer  |     |     |     |     |     |
| 2.   | Karin Thürig |     |     |     |     |     |
| 3.   | Emma Davies  |     |     |     |     |     |

### Corrida por pontos

#### Resultados
| Data              | Lugar          | Vencedor        | Segundo            | Terceiro        |
| ----------------- | -------------- | --------------- | ------------------ | --------------- |
| fevereiro de 2004 | Moscovo        | Olga Slyusareva | Belem Guerreiro    | Yoanka González |
| março de 2004     | Aguascalientes | Erin Mirabella  | Lada Kozlíková     | Yoanka González |
| abril de 2004     | Manchester     | Katherine Bates | Hanka Kupfernagel  | Belem Guerreiro |
| maio de 2004      | Sydney         | Alexis Rhodes   | Lyudmyla Vypyraylo | Sarah Ulmer     |

#### Classificação
| Pos. | Ciclista        | Mos | Agu | Man | Syd | Pts |
| 1.   | Belem Guerreiro |     |     |     |     |     |
| 2.   | Yoanka González |     |     |     |     |     |
| 3.   | Olga Slyusareva |     |     |     |     |     |

### Scratch

#### Resultados
| Data              | Lugar          | Vencedor        | Segundo                 | Terceiro         |
| ----------------- | -------------- | --------------- | ----------------------- | ---------------- |
| fevereiro de 2004 | Moscovo        | Olga Slyusareva | Lyudmyla Vypyraylo      | Giorgia Bronzini |
| março de 2004     | Aguascalientes | Elena Tchalykh  | Gema Pascual Torrecilla | Sarah Ulmer      |
| abril de 2004     | Manchester     | Alison Wright   | Rochelle Gilmore        | Rebecca Quinn    |
| maio de 2004      | Sydney         | Adrie Visser    | Sung Eun Gu             | Rebecca Quinn    |

#### Classificação
| Pos. | Ciclista           | Mos | Agu | Man | Syd | Pts |
| 1.   | Olga Slyusareva    |     |     |     |     |     |
| 2.   | Lyudmyla Vypyraylo |     |     |     |     |     |
| 3.   | Gema Pascual       |     |     |     |     |     |